# ボリス・イワノビッチ・バリンスキー
ボリス・イワノビッチ・バリンスキー（宇: Бори́с Іва́нович Балі́нський、1905年9月23日 - 1997年9月1日）は、ウクライナおよび南アフリカの生物学者、発生学者、昆虫学者。キーウ大学とウィットウォータースランド大学の教授を務めた。
実験発生学、電子顕微鏡法、発生生物学の分野の先駆者であった。

## 生涯
キーウに生まれる。
イヴァン・シュマルガウゼンの門下生だった。28歳のとき、バリンスキーは大学の正教授であり、キエフ生物学研究所の副所長を務めていた。彼は魚類と両生類の発生の専門家として認められていた。第二次世界大戦中、彼の最初の妻である研究所研究員のキャサリン・シンガイフスカはソ連軍に投獄された。彼女は釈放されてすぐに死去した。
戦後、彼はソ連の弾圧を逃れ、まずポーランドのポズナンに、その後ドイツのミュンヘンに逃れた。最終的に、彼は南アフリカに渡り、南アフリカ実験生物科学の創始者の一人となった。
バリンスキーは人気のある発生学の教本「発生学入門」を執筆した。
バリンスキーは昆虫学の分野でも実績を残し、主にコーカサスとアフリカ南部に生息する、新種のカワゲラ目、トンボ目、およびメイガ上科の蛾を発見した。
彼の息子、ジョン・バリンスキーは動物学者だったが、父より先に死去した。
バリンスキーはヨハネスブルグで歿した。

## 脚註